# Parafia św. Marcina w Szebniach
Parafia św. Marcina w Szebniach − parafia rzymskokatolicka znajdująca się w diecezji rzeszowskiej w dekanacie Jasło Wschód. 

## Historia
Parafię erygowano w 1326 roku.
Od 1938 do 1982 proboszczem parafii był ks. Józef Opioła.

## Obiekty parafii

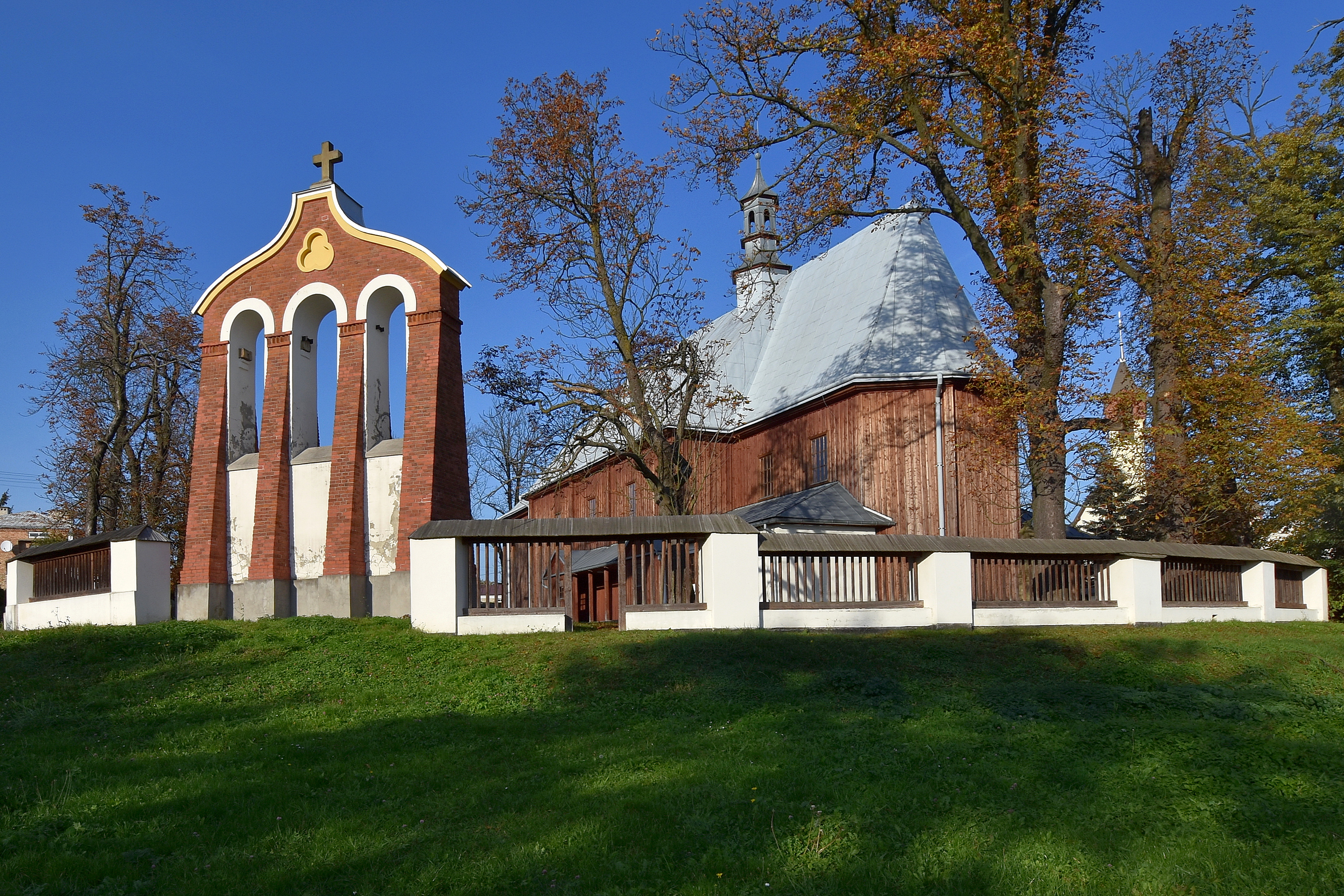
Nieczynny kultowo zabytkowy kościół drewniany z 1605
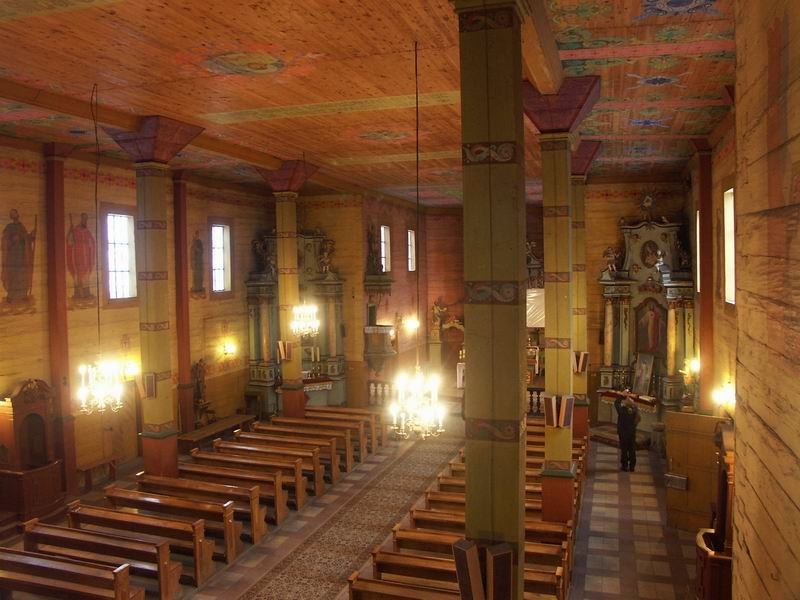
Wnętrze zabytkowego kościoła